# 하귀1리항
하귀1리항은 제주특별자치도 제주시 애월읍 하귀1리에 위치한 어항이다. 1999년 12월 30일 지방어항으로 지정되었다. 관리청은 제주특별자치도, 시설관리자는 제주시장이다.

## 어항 연혁
하귀1리항 인근 귀일촌은 대촌의 서쪽에 인접한 마을로 파군봉(破軍峯) 능선이 해안선 가까이에 있고 동쪽으로는 검은여, 서쪽으로는 원코지가 있으며 그 동쪽으로는 귀일포가 있다. 1913년 일본인에 의한 전국토 세부 측량이 이루어졌고, 1925년 행정구역을 미수천을 경계로 하여 1, 2로 분리(1구장 홍참봉, 2구장 고창주)하였고, 광복전후 한때 1,2구 행정을 단일화하여 구장 1인이 양리 리정을 담당하다가, 1953년 북제주군 조례에 의거 동귀리로 개칭(1953년에는 화신리로 잠시 칭함)하였으나. 1993년 9월 1일 리명 환원 하귀리로 되었다가, 1995년 1월 1일 북제주군 조례 제 1337호에 의거 하귀1리로 법정리명이 환원되어 오늘에 이른다.

## 어항 구역
- 수역: 도류제 시점 서측 15m지점(N: 33°28′56.34″, E:126°24′25.48″)으로부터 N방향으로 250m, E방향으로 330m 이동하여 육지부와 접속한(N: 33°29′4.4″, E:126°24′38.1″)선내의 수역
- 어항구역면적 : 108,000m2,  항내수면적: 36,000m2

## 어항 시설
방파제 189m, 물양장 25m, 선착장 75m

## 기본 계획
방파제 475m, 물양장 275m, 선착장 75m, 호안 185m